# 용동중학교
용동중학교(龍東中學校)는 대한민국 경기도 용인시 처인구 양지면 남곡리에 위치한 사립 중학교이다.

## 학교 연혁
- 1952년 2월 25일 : 학교법인 신생학원 설립 인가
- 1952년 4월 1일 : 신생중학교 개교
- 1952년 4월 1일 : 초대 교장 안의훈 취임
- 1952년 4월 1일 : 초대 이사장 안의훈 취임
- 1955년 3월 30일 : 신생중학교 제1회 졸업식 거행
- 1955년 4월 1일 : 신생중학교 설립 인가
- 1957년 3월 9일 : 신생농업고등학교 제1회 졸업
- 1957년 12월 12일 : 용동중학교로 교명 변경
- 1962년 2월 22일 : 용동농업고등학교 폐교
- 1964년 5월 1일 : 교사이전(미통신부대로부터 가교사건축 콘셋트 6개교실)
- 1972년 4월 30일 : 운동장 확장(900평)
- 1979년 3월 8일 : 산업체 특별학급 3학급 인가
- 1982년 2월 24일 : 산업체 특별학급 제1회 졸업식(34명)
- 1983년 2월 28일 : 산업체 특별학급 폐교 인가
- 2004년 12월 30일 : 본관 2.5개교실(4층) 증축
- 2005년 3월 1일 : 2학급 인가 (총 26학급), 영재교육기관 지정 승인
- 2008년 2월 13일 : 별관 3층 증축, 어학실 1.5교실
- 2018년 11월 12일 : 도서실 리모델링(책어울터)
- 2020년 10월 15일 : 제10대 이사장 유영석 취임
- 2020년 11월 30일 : 체육관 준공
- 2021년 3월 1일 : 제6대 교장 박종석 취임
- 2024년 1월 9일 : 제70회 졸업 152명(연인원 11,423명)

## 참고 자료
- 용동중학교 - 한국교육학술정보원 학교알리미